# Mafrika
Mafrika is een Nederlandse roadmovie uit 2008 die geschreven en geregisseerd werd door Paul Ruven. De film werd gemaakt in opdracht van het Ministerie van Buitenlandse Zaken.

## Verhaal
Frank, een reclameregisseur komt na 15 jaar terug in Afrika. Hij wordt daar geconfronteerd met een meisje, met de naam Sunny, dat beweert zijn dochter te zijn. Om de waarheid te achterhalen moeten ze samen een gevaarlijke reis ondernemen.

## Rolverdeling
- Frank Lammers als Frank Meutstege
- Mosa Kaiser als Sunny
- Terry Pheto als Malinda